# Пре-дредноути типу «Мен»
Три лінійні кораблі типу «Мен» — «Мен», «Міссурі» та «Огайо» — були побудовані на рубежі 20-го століття для ВМС США. 

## Конструкція
Засновані на конструкції попереднього типу пре-дредноутів «Іллінойс», кораблі типу водночас інкорпорували кілька технологічних новинок, яких не мали попередники.  Вони стали першими американськими лінійними кораблями з Круппівською бронею, яка була міцніша за броню Гарві, бездимний порох, який збільшив дистанцію ураження гармат,а також більш ефективні та легкі водотрубні котли. Представники типу «Мен» були озброєні четвіркою 305-мм гармат та 16 152-мм гарматами. Їх швидкість досягала 18 вузлів, суттєво більше за «Іллінойси».

## Представники
| Назва              | Номер | Верф                      | Закладений          | Спущений на воду    | Вступив у стрій     | Доля                                                                     |
| ------------------ | ----- | ------------------------- | ------------------- | ------------------- | ------------------- | ------------------------------------------------------------------------ |
| «Мен» Maine        | BB-10 | William Cramp & Sons      | 15 лютого 1899 року | 27 липня 1901 року  | 29 грудня 1902 року | Виведений зі складу флоту 15 травня 1920 року Зданий на злам у 1922 році |
| «Міссурі» Missouri | BB-11 | Newport News Shipbuilding | 7 лютого 1900 року  | 28 грудня 1901 року | 1 грудня 1903 року  | Виведений зі складу флоту 8 вересня 1918 року Зданий на злам у 1921 році |
| «Огайо» Ohio       | BB-12 | Union Iron Works          | 22 квітня 1899 року | 18 травня 1901 року | 4 жовтня 1904 року  | Виведений зі складу флоту 31 травня 1922 року Зданий на злам у 1923 році |

## Служба
Три лінійні кораблі типу «Мен»  виконували різні функції впродовж служби. «Мен» та «Міссурі» залишалися у складі Атлантичного флоту впродовж всієї кар'єри, у той час як «Огайо» спочатку знаходився у складі Азійського флоту з 1904 по 1907 роки.
Всі три кораблі взяли участь у поході Великого Білого Флоту у 1907–1909 роках, хоч надмірна витрата вугілля «Меном»  примусила його пересуватися незалежно впродовж переважної частини маршруту. «Міссурі» використовувався як навчальний корабель основну частину подальшої служби, а «Огайо» взяв участь у американській інтервенції  під час Мексиканської революції у 1914 році.
Всі три кораблі використовувалися як навчальні під час Першої світової війни. Після її завершення вони були виведені зі складу флоту  у період між 1919 та 1920, а потім продані на метал у 1922 та 1923, після чого утилізовані.